# 러브 앤드 히스테리
《러브 앤드 히스테리》(Solo Con Tu Pareja, Love In The Time Of Hysteria)는 멕시코에서 제작된 알폰소 쿠아론 감독의 1991년 코미디, 멜로/로맨스 영화이다. 다니엘 기메네즈 카쵸 등이 주연으로 출연하였고 알폰소 쿠아론 등이 제작에 참여하였다.

## 출연

### 주연
- 다니엘 기메네즈 카쵸

### 조연
- 이사벨 베넷

## 기타
- 협력프로듀서: 페드로 아멘다리즈 주니어
- 미술: 브리짓 브로치
- 의상: 마리아 에스텔라 페르난데즈
- 배역: 클라우디아 베커